# Nicola Chiricallo
Nicola Chiricallo (Bari, 2 dicembre 1933 – Bari, 6 marzo 2004) è stato un calciatore e allenatore di calcio italiano.

## Biografia
Da calciatore ha giocato con la Lazio il campionato di serie A e ha realizzato tre reti in dodici incontri disputati. Ha vinto la coppa Italia del 1958 (sempre con la Lazio).
Da allenatore ha vinto il campionato di serie C con il Lecce nel 1975/76.
Anche suo fratello Giovanni è stato calciatore.
Il figlio Marcello, nato nel 1965, dopo aver giocato per diverso tempo nelle leghe minori nazionali, ha intrapreso la carriera da allenatore, diventando poi direttore del settore giovanile e, in seguito, direttore tecnico del Monopoli.

## Carriera

### Calciatore

Nicola Chiricallo ai tempi della Lazio.

Cresce nelle giovanili del Bari dove esordisce giovanissimo in Serie C. Passa poi al Trani (dove gioca con il fratello Giovanni) e alla Romulea. Viene quindi acquistato dalla Lazio dove resta per tre stagioni da rincalzo, disputando 12 partite in Serie A e andando a segno in 3 occasioni.
Fa il suo esordio in massima serie il 28 ottobre 1956 in Lazio-Atalanta 2-2.
Nel 1959 viene ceduto in Serie B all'Ozo Mantova di mister Fabbri (32 presenze totali nella serie cadetta). Gioca quindi col Taranto ed il Matera, dove finito di giocare intraprende la carriera da allenatore.

### Allenatore
In carriera ha allenato, fra le altre, anche Matera, Salernitana, Brindisi, Lecce, Benevento, Siracusa, Turris, Juve Stabia, Reggina e Monopoli.
Viene a mancare il 6 marzo 2004, all'età di 70 anni, colto da un infarto durante una partita amichevole che stava disputando al campo Di Cagno Abbrescia di Bari.
Negli anni duemiladieci, su iniziativa congiunta dell'Unione Nazionale Veterani dello Sport e del comune di Bari, gli viene intitolata una delle salite dello Stadio San Nicola.

## Palmarès

### Giocatore

#### Competizioni nazionali
- Coppa Italia: 1

Lazio: 1958
- Serie D: 1

Matera: 1967-1968

### Allenatore

#### Competizioni nazionali
- Serie C: 1

Lecce: 1975-1976